# Cybotron
Cybotron est un groupe américain de techno, originaire de Détroit, dans le Michigan, actif entre 1981 et 1985, et depuis 2019. Il est à l'origine composé de Juan Atkins et Richard Davis (dont le pseudonyme à l'époque est 3 070).

## Histoire
Formé en 1980, Cybotron sort ses premiers singles, Alleys of Your Mind et Cosmic Cars, sous forme de disques 7 pouces sur le propre label d'Atkins, Deep Space Records,. En 1983, le groupe est signé sur le label Fantasy, basé à Berkeley, en Californie, et sort son premier album, Enter.
En 1985, Juan Atkins quitte le groupe en raison de divergences artistiques avec Richard Davis. Ce dernier souhaitait que le groupe prenne une direction musicale plus proche du rock, tandis qu'Atkins voulait continuer dans la veine electro de Clear. Après la séparation, Davis continue et sort plusieurs disques sous le nom de Cybotron, le dernier en 1995. Atkins a toujours une carrière musicale active. Il fonde Metroplex et continue à sortir des disques sous plusieurs noms, dont Model 500, Model 600 et Infiniti. Atkins continue également le DJing sous son propre nom.
En 2019, Cybotron se reforme. À la place des membres Richard Davis et John Housely, Juan Atkins est rejoint par Laurens von Oswald, et par une compatriote de Détroit, Tameko Williams aka DJ Maaco. Le groupe donne son premier concert au Barbican Hall de Londres. Virgil Abloh réunit Cybotron en 2020 pour sonoriser le défilé automne-hiver de Louis Vuitton Men avec un pot-pourri de classiques du groupe.

## Style musical
Leur style musical est marqué par des influences aussi diverses que Funkadelic, Parliament, Kraftwerk, Giorgio Moroder, la new wave et la musique soul.

## Deep Space Records
Deep Space Records est un label discographique indépendant américain, désormais défunt, fondé par le duo Cybotron en 1981 à Détroit. Deep Space Records est considéré comme le premier label initiant la techno de Détroit, Metroplex constituant la véritable naissance de ce style musical.

## Discographie

### Albums studio
- 1983 : Enter (réédité sous le titre Clear en 1990)
- 1993 : Empathy (sans Juan Atkins)
- 1995 : Cyber Ghetto (sans Juan Atkins)

### EP
- 2023 : Maintain the Golden Ratio (Tresor)[7]

### Singles
- 1981 : Alleys of Your Mind b/w Cosmic Raindance (Deep Space)
- 1982 : Cosmic Cars b/w The Line (Deep Space/Fantasy)
- 1983 : Clear b/w Industrial Lies (Fantasy)
- 1984 : Techno City (Fantasy)
- 1985 : R-9 (Fantasy)
- 1986 : Eden (Fantasy)